# Grupo Feminista Revolucionario de Leeds
El Leeds Revolutionary Feminist Group, en español Grupo Feminista Revolucionario de Leeds fue una organización feminista activa en el Reino Unido en las décadas de 1970 y 1980. Si bien existían varias organizaciones feministas revolucionarias contemporáneas en el Reino Unido, el grupo de Leeds era “internacionalmente significativo”. El grupo es recordado principalmente por dos motivos: el primero fue organizar las marchas Reclaim the Night en todo el Reino Unido en noviembre de 1977. El segundo es la publicación del panfleto Lesbianismo político: el caso contra la heterosexualidad, que abogaba por el lesbianismo político. La activista británica Sheila Jeffreys estuvo estrechamente involucrada con el grupo, mientras que la feminista británica Julie Bindel ha hablado de la influencia del grupo sobre ella, al igual que han hecho muchas otras.

## Historia
El Grupo Feminista Revolucionario de Leeds fue fundado en 1977, resultado de una reacción más amplia contra el dominio percibido del feminismo liberal. El grupo destacó la importancia de los espacios y organizaciones exclusivos para mujeres e identificó la violencia masculina contra las mujeres y la amenaza de ésta como la piedra angular de la opresión de las mujeres. Según Alison Garthwaite, quien estuvo muy involucrada con el grupo de Leeds, el grupo se diferenciaba de muchos separatistas por su oposición al separatismo como estilo de vida o un fin en sí mismo.
El grupo organizó las marchas Reclaim the Night que se llevaron a cabo en varias ciudades del Reino Unido la noche del 12 de noviembre de 1977. Se inspiraron en las marchas nocturnas que tuvieron lugar en Alemania con el mensaje de que las mujeres deberían poder caminar de noche sin miedo. Las marchas tuvieron lugar en el contexto de los asesinatos del "Destripador de Yorkshire", donde trece mujeres y niñas fueron asesinadas en un período de cinco años. Las feministas estaban enojadas no sólo por los asesinatos sino también por la reacción de la policía ante ellos. La policía había aconsejado a las mujeres no salir por la noche. Esto no sólo no era práctico para muchas mujeres, sino que además se consideraba una forma de culpar a las víctimas. Como muchos de los asesinatos tuvieron lugar en la zona de Chapeltown de Leeds, y debido a que muchos de los organizadores vivían en la zona, la marcha de Leeds tuvo lugar allí. Esto provocó críticas por parte de algunos activistas antirracistas. Argumentaron que dado que Chapeltown era un área mayoritariamente negra, la marcha corría el riesgo de reforzar el estereotipo de la "bestia negra" y atraer atención policial no deseada al área. Sin embargo, el aumento de la vigilancia policial no fue una demanda de las organizadoras.
El panfleto Lesbianismo político: el caso contra la heterosexualidad también resultó polémico. El folleto se publicó en 1979, teniendo su origen en una charla en una conferencia dada en 1977. Fue republicado en 1981 bajo el título ¿Amas a tu enemigo? El debate entre el feminismo heterosexual y el lesbianismo político. La reepublicación destacó algunas de las respuestas al argumento. Los autores del panfleto abogan por que las mujeres se conviertan en lesbianas. Aquí, lesbiana se define como una mujer que se abstiene de la actividad sexual heterosexual, no necesariamente una mujer que se acuesta con otras mujeres. Se sostiene que la heterosexualidad debe abandonarse ya que las relaciones heterosexuales son una de las principales formas en que las mujeres en su conjunto se mantienen bajo control sistemático. Las mujeres que participan en actividades heterosexuales son denunciadas como "colaboradoras del enemigo". Aunque muchas mujeres se sintieron influenciadas por el panfleto, también provocó una reacción crítica. Muchas mujeres heterosexuales se sintieron ofendidas al ser llamadas colaboradoras y al etiquetar a todos los hombres como enemigos de las mujeres. Las feministas lesbianas y otras también se opusieron a la sugerencia de que la sexualidad era una elección.